# Plasmodesmo
Plasmodesmos  são um tipo de interligação entre membranas de células vizinhas que criam pontes citoplasmáticas. Ocorrem somente em células vegetais.
Os microtúbulos membranosos atravessam as paredes celulares por poros em que não há nenhum tipo de material. São a única via de translado de substâncias e estímulos (alimentação da célula) e são conexões citoplasmáticas que atravessam a parede celular entre células contíguas. Ao se encontrarem unidos, os protoplastos das células vivas por meio de plasmodesmos, constituem um simplasto único. O movimento de substâncias através dos plasmodesmos se denomina transporte simplástico. As paredes celulares, os lumens das células mortas e os espaços intercelulares que rodeiam o simplasto, formando também um contínuo, se contrapõem sob o nome de apoplasto; o movimento de substâncias nele é conhecido como transporte apoplástico. São formadas por conexões (6 moléculas de conexina) que permitem a passagem de íons e pequenas moléculas. Os plasmodesmos formam-se ao final da divisão celular entre células irmãs. As paredes de células vegetais adjacentes apresentam poros, locais em que não há celulose ou qualquer outro tipo de material. Esses poros são atravessados por finíssimos tubos membranosos que põem em contato direto os citoplasmas das células vizinhas. Essas pontes citoplasmáticas que comunicam células vegetais adjacentes são denominadas plasmodesmos. 